# ロータリー・ロケット

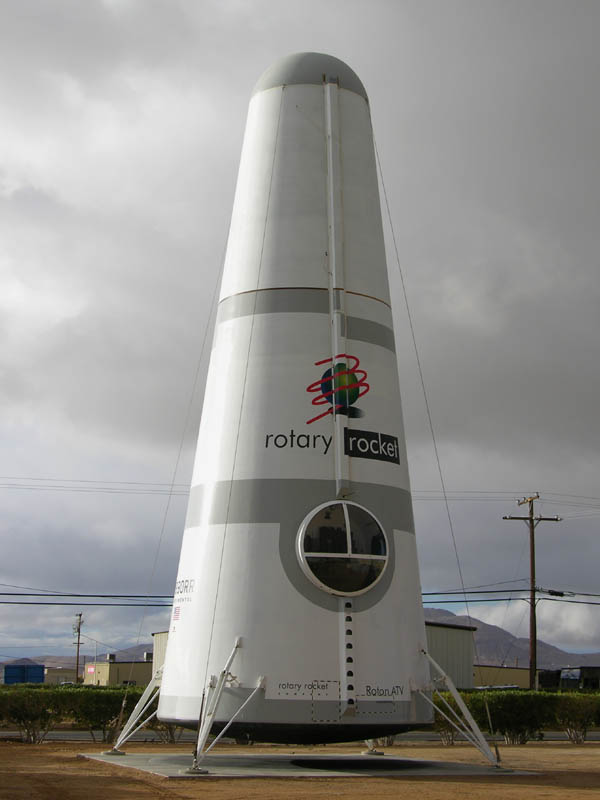
モハーヴェ空港に展示されるロトンATV

ロータリー・ロケット (Rotary Rocket) はかつて存在したアメリカ合衆国の宇宙開発企業。
1998年に有人の単段式宇宙往還機 (SSTO) であるロトンの開発に着手した。1999年にロトンATVによる実物大試験機の飛行が3回実施されたが、2001年に資金繰りが悪化して終了した。

## ロケット

### ロトン
ロトン (Roton) は単段式宇宙輸送機 (SSTO) で、降下時に翼端噴流式の回転翼を使用する。推進剤はケロシンと液体酸素の組み合わせ。
- 全高: 19.2m
- 直径: 6.7m
- 総質量: 180,000 kg
- エンジン: 1段目エンジンは推力30,860 N、比推力 340秒
- ペイロード重量: 3180kg（低軌道）
- 打ち上げ回数: 0回